# Zygzak

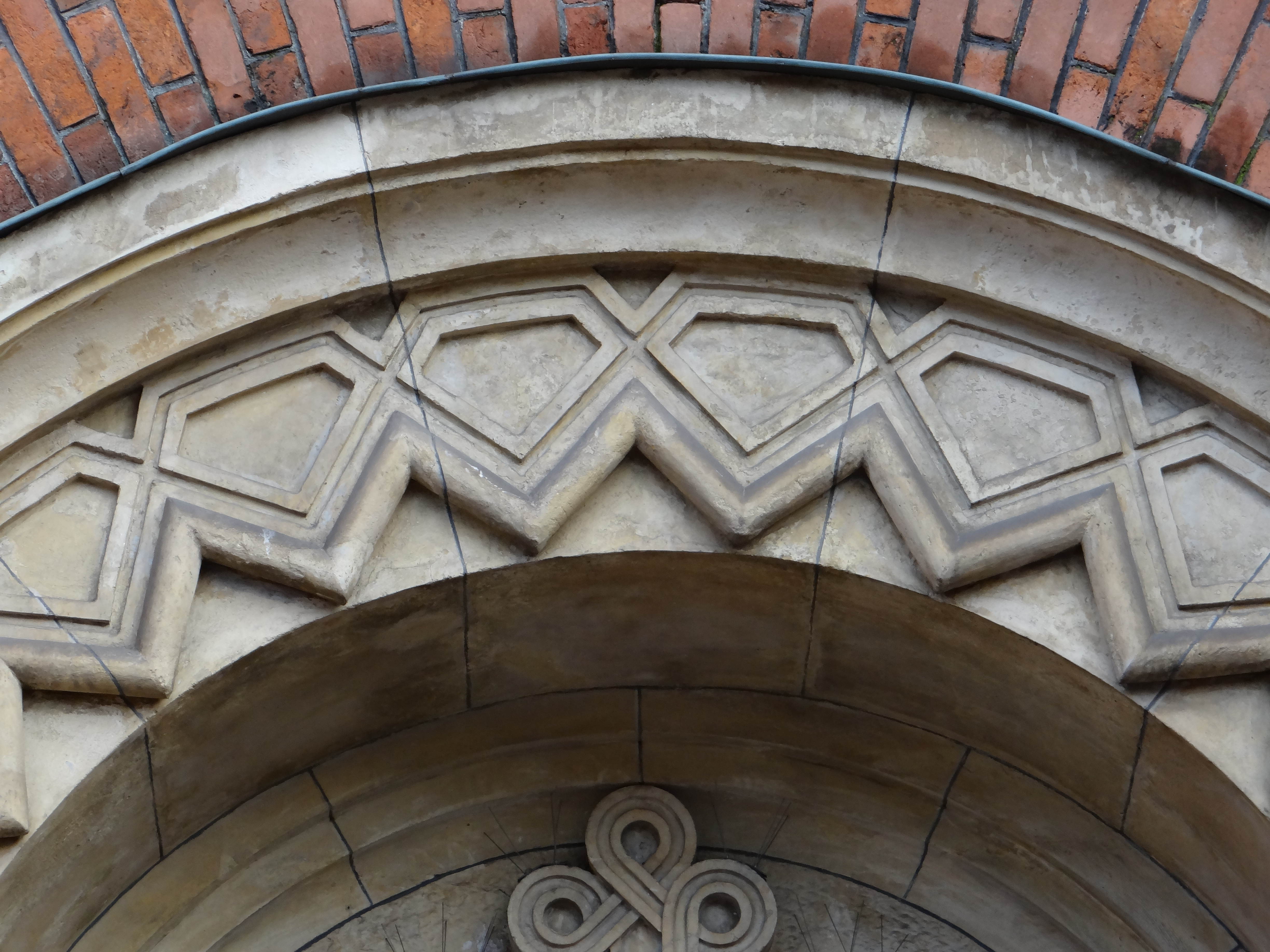
Fragment portalu

Zygzak – motyw geometryczny w postaci wstęgi łamanej, stosowany powszechnie w zdobnictwie od późnej epoki kamienia. Występuje w wielu kulturach, od neolitycznych Chin (garncarstwo), po romańską Francję. Rozpowszechniony w starożytnym Egipcie, gdzie symbolizował wodę. Często stosowany jako tzw. szewron, czyli motyw powtarzany. Jego odmianą jest meander, czyli wstęga łamana pod kątem prostym.